# Editor (beroep)

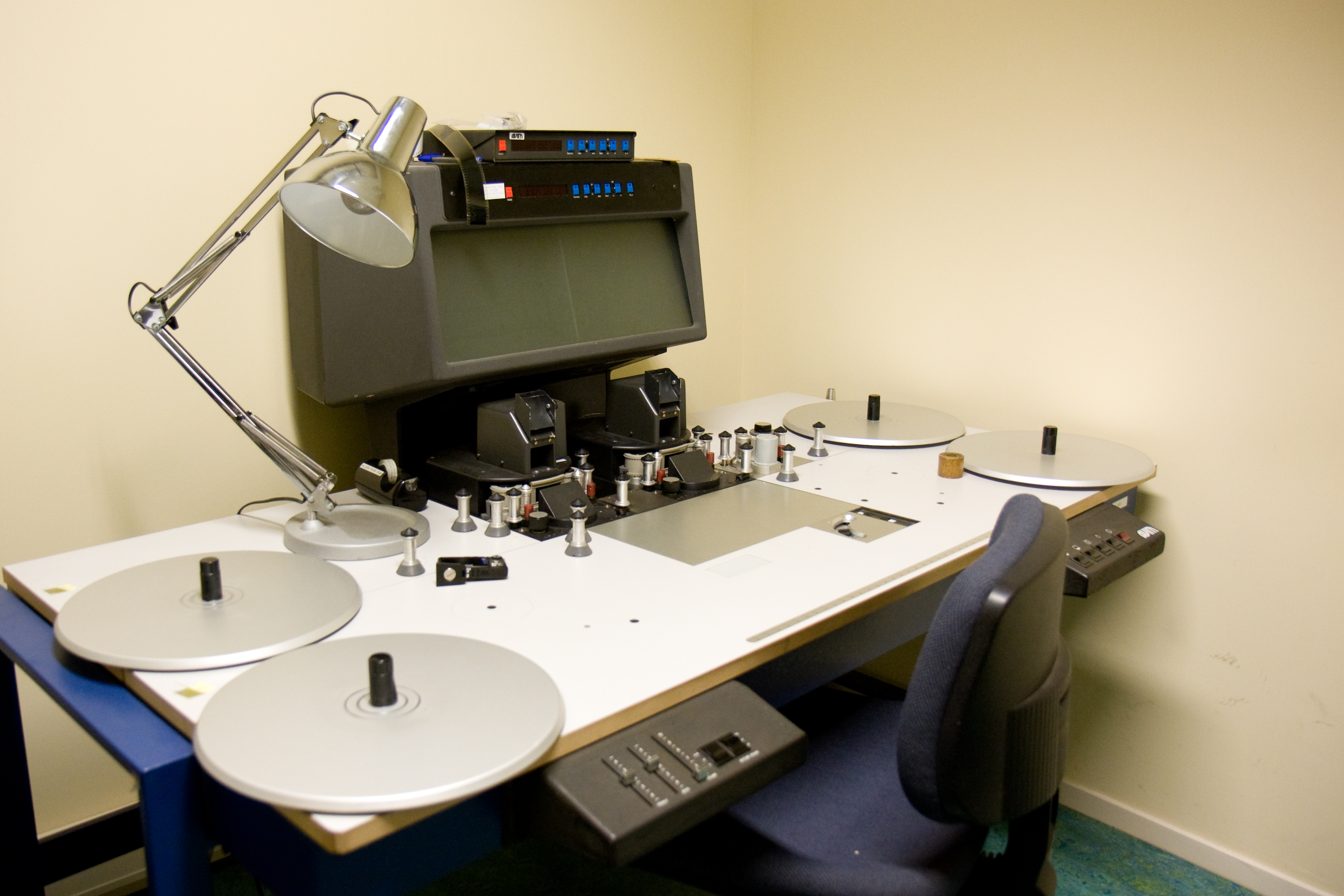
Filmmontagetafel

Een filmeditor (soms ook editor) of filmmonteur (Vlaams) is iemand die verantwoordelijk is voor de verwerking, bewerking of samenstelling (montage) van beeld- of geluidsmateriaal tot een product dat geschikt is voor publicatie. Een editor kan werkzaam zijn in de filmbranche, bij de televisie, bij de radio,  of bij commerciële audio/videobedrijven.
Verslaggevers die werken bij de snelle nieuwsvoorziening zijn meestal zelf ook de editor en de regisseur van hun eigen opnamen. Eenvoudig samengestelde programma's kunnen gemakkelijk door de maker(s) zelf worden gemonteerd. Maar bij ingewikkeldere producties, zoals grote documentaires en vooral speelfilms, worden de taken meestal verdeeld en wordt het 'monteren' aan specialisten overgelaten. 

## Televisie
Bij de televisie werd het handmatige snijden en plakken van filmstroken overbodig door de komst van analoge videobanden met tijdcodering. Daardoor werd de 'plakpers' overbodig.
Eind jaren negentig van de 20e eeuw is de editor steeds meer van het montagetracé zelf gaan doen, dankzij de toegenomen digitalisering en ontwikkeling van eenvoudig hanteerbare professionele digitale non-lineaire montagesystemen met steeds grotere opslagcapaciteiten. Hierdoor kan een editor op een computer in zijn eentje een uitzendklaar professioneel product verwezenlijken. Op de lange duur betekent dat een flinke kostenbesparing omdat studio's en technici nauwelijks meer hoeven te worden ingehuurd. 

## Radio
Bij de radio is ongeveer hetzelfde gebeurd. Het op papier voormonteren vanaf geluidsbanden en het mechanische eindmonteren in de studio met behulp van een radiotechnicus werd vervangen door het direct zelf monteren van een item of van een heel programma op de computer. Meestal wordt dat door de verslaggever, programmamaker of redacteur zelf gedaan. Het kant-en-klare product kan dan direct vanaf de werkplek naar de uitzendstudio geseind worden. In 2003 werd het centrale uitzendsysteem via de zendmast in Hilversum geheel gedigitaliseerd.